# Monster World Tour
Monster World Tour var en turné som genomförs i Sydamerika, Australien, Europa, Nordamerika, Japan av hårdrocksgruppen Kiss. När bandet spelade i Australien hade man med sig Mötley Crue då man gjorde en gemensam turné. När turnén kom till Europa så valde man att ha premiären i Sverige och Stockholm. Det var även världspremiär av Kiss nya scenshow.

## Låtlistan Sydamerika
1. Detroit Rock City
2. Shout It Out Loud
3. Hell or Hallelujah
4. Wall of Sound
5. Hotter Than Hell
6. All for the Love of Rock & Roll
7. I Love It Loud
8. Outta This World
9. War Machine
10. Long Way Down
11. God of Thunder
12. Psycho Circus
13. Calling Dr. Love
14. Love Gun
15. Black Diamond
16. Lick It Up
17. I Was Made for Lovin' You
18. Rock and Roll All Nite

## Låtlistan Australien
1. Detroit Rock City
2. Shout It Out Loud
3. Calling Dr. Love
4. Firehouse
5. Hell or Hallelujah
6. Christine Sixteen
7. Outta This World
8. Psycho Circus
9. I Love It Loud
10. Crazy Crazy Nights
11. War Machine
12. Love Gun
13. Rock and Roll All Nite
14. Lick It Up
15. I Was Made for Lovin' You
16. Black Diamond

## Låtlistan Europa
1. Psycho Circus
2. Shout It Out Loud
3. Let Me Go, Rock 'N' Roll
4. I Love It Loud
5. Hell or Hallelujah
6. War Machine
7. Heaven's on Fire (Calling Dr.Love på Sweden Rock Festival)
8. Deuce
9. Say Yeah
10. Shock Me (bara första versen)
11. Outta This World (Tommy och Erics solo)
12. God of Thunder (Genes solo)
13. Lick It Up
14. Love Gun
15. Rock and Roll All Nite
16. Detroit Rock City
17. I Was Made for Lovin' You
18. Black Diamond (Pauls solo)